# Tbilisi
Tbilisi (georgiska: თბილისი [tʰbilisi]), tidigare på svenska kallat Tiflis, före 1936 på georgiska Tpilisi (ტფილისი) och ryska Tiflis (Тифлис), är huvudstad i Georgien och belägen i landets östra del, i Kuraflodens dalgång. Tbilisi utgör ett eget administrativt distrikt, Kalak Tbilisis munitsipaliteti, som, till skillnad från andra distrikt, inte ingår i någon region eller någon autonom republik. Tbilisi hade 1 108 727 invånare vid folkräkningen 2014, på en yta av 502 km².

## Historia
Huvudartikel: Tbilisis historia

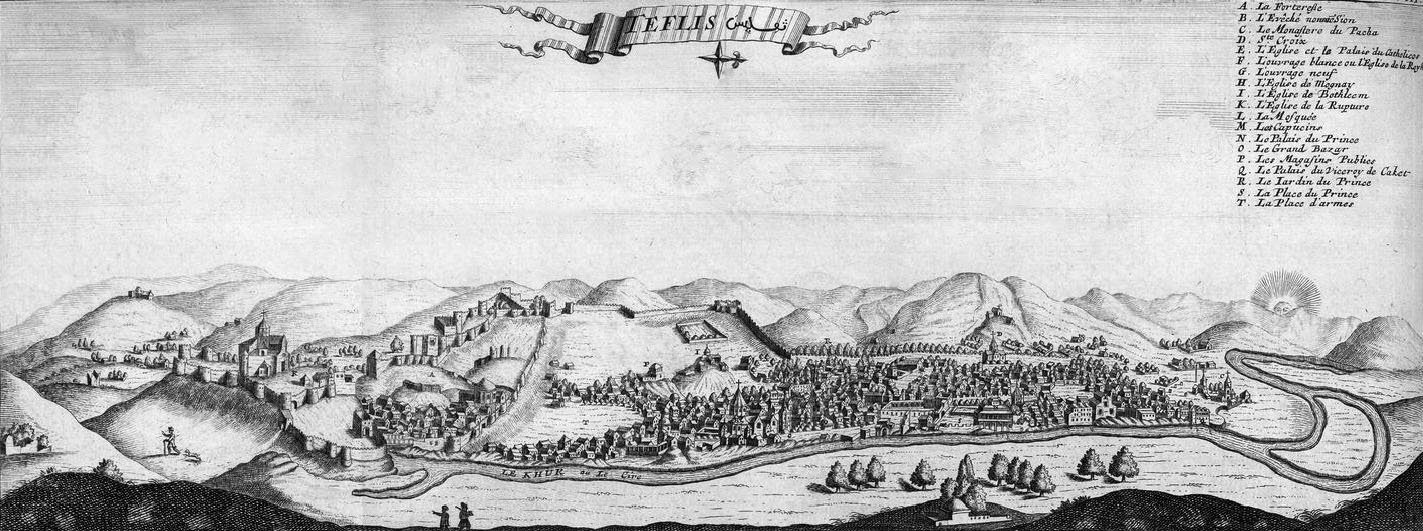
Tbilisi år 1671.

Staden grundades på 400-talet av kung Vachtang Gorgasali. Enligt legenden sköt kungen en fågel som föll in i en het källa. När kungen tog ut fågeln ur vattnet upptäckte han att det var varmt och att fågeln kokats. Han bestämde sig då för att bygga en stad där.
Staden blev känd för sina varma källor och därifrån kommer namnet Tbilisi; "tbili" (თბილი), i äldre georgiska "tpili" (ტფილი), betyder "varm".

## Geografi

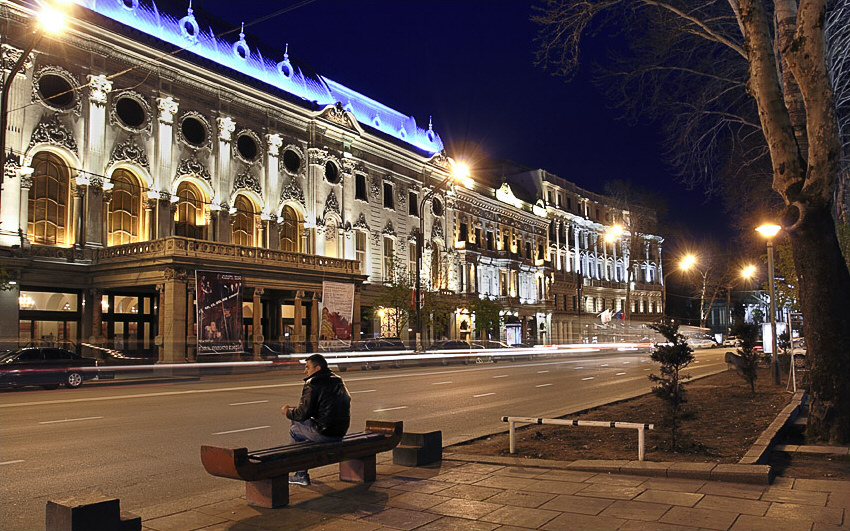
Tbilisis huvudgata, Rustaveliavenyn.

### Läge
Tbilisi är beläget i södra Kaukasus. Staden ligger i östra Georgien på bägge sidor om floden Kura. Stadens höjdläge varierar från 380-770 m ö.h., och har en form av en amfiteater, omgiven av berg på tre sidor. I norr avgränsas Tbilisi av Saguramo-bergen, till öst och sydöst av Iori-slätten och till syd- och väst av Trialeti-bergen. 
Den del av staden som ligger på den vänstra sidan av Kurafloden sträcker sig mer än 30 kilometer bort från floden. Den del som ligger på höger sida om floden är byggd längs foten av Trialeti-bergen, som i viss mån går hela vägen ner till Kurafloden. 
Norr om staden ligger en stor reservoar, allmänt känd som Tbilisisjön, som tillförs vatten genom bevattningskanaler.

### Klimat
Tbilisis klimat kan klassas som humitt-subtropiskt (enligt Köppens system: CFA). Stadens klimat påverkas både av torra (centralasiatiska/sibiriska) luftmassor från öst, och subtropiska (atlantiska/svarta havs) luftmassor från väst. 
Staden har relativt kyliga vintrar och varma somrar. Den årliga medeltemperaturen i Tbilisi är 12,7 °C. Januari är den kallaste månaden med en medeltemperatur på 0,9 °C medan Juli är den varmaste med medeltemperaturen 24,4 °C. Den lägsta uppmätta temperaturen i Tbilisi är -23 °C och högsta 40 °C. Den årliga nederbörden ligger på 568 mm, där den allra största delen är nederbörd i form av regn. Maj är den blötaste månaden (90mm) medan januari är torrast (20mm). Snö faller i genomsnitt under 15-25 dagar per år. De omkringliggande bergen fångar ofta molnen ovan staden, främst under vår- och höstmånaderna, vilket leder till långvarigt regn och/eller molnigt väder. 
|                                            | Jan  | Feb  | Mar  | Apr  | Maj  | Jun  | Jul  | Aug  | Sep  | Okt  | Nov  | Dec |
| ------------------------------------------ | ---- | ---- | ---- | ---- | ---- | ---- | ---- | ---- | ---- | ---- | ---- | --- |
| Normaldygnets maximitemperaturs medelvärde | 6,3  | 7,1  | 12,4 | 19,0 | 23,0 | 27,3 | 30,8 | 30,4 | 26,3 | 19,7 | 12,9 | 7,7 |
| Normaldygnets minimitemperaturs medelvärde | −1,3 | −1,1 | 2,6  | 8,2  | 11,8 | 15,5 | 19,0 | 18,2 | 14,9 | 9,1  | 4,1  | 0,0 |
|                                            |      |      |      |      |      |      |      |      |      |      |      |     |
| Nederbörd                                  | 20   | 29   | 31   | 51   | 84   | 84   | 41   | 43   | 35   | 41   | 35   | 23  |

| Diagram | temperaturer i °C • månadsnederbörd i mm • Källa: pogoda.ru.net | temperaturer i °C • månadsnederbörd i mm • Källa: pogoda.ru.net | temperaturer i °C • månadsnederbörd i mm • Källa: pogoda.ru.net | temperaturer i °C • månadsnederbörd i mm • Källa: pogoda.ru.net | temperaturer i °C • månadsnederbörd i mm • Källa: pogoda.ru.net | temperaturer i °C • månadsnederbörd i mm • Källa: pogoda.ru.net | temperaturer i °C • månadsnederbörd i mm • Källa: pogoda.ru.net | temperaturer i °C • månadsnederbörd i mm • Källa: pogoda.ru.net | temperaturer i °C • månadsnederbörd i mm • Källa: pogoda.ru.net | temperaturer i °C • månadsnederbörd i mm • Källa: pogoda.ru.net | temperaturer i °C • månadsnederbörd i mm • Källa: pogoda.ru.net | temperaturer i °C • månadsnederbörd i mm • Källa: pogoda.ru.net |
|         | 20 6 -1                                                         | 29 7 -1                                                         | 31 12 3                                                         | 51 19 8                                                         | 84 23 12                                                        | 84 27 16                                                        | 41 31 19                                                        | 43 30 18                                                        | 35 26 15                                                        | 41 20 9                                                         | 35 13 4                                                         | 23 8 0                                                          |

## Administrativ indelning
Tbilisidistriktets administrativa indelning består på första nivån av tio rajoner (რაიონი, raioni).
- Gldani rajon (გლდანის რაიონი)
- Didube rajon (დიდუბის რაიონი)
- Vake rajon (ვაკის რაიონი)
- Isani rajon (ისნის რაიონი)
- Krtsanisi rajon (კრწანისის რაიონი)
- Mtatsminda rajon (მთაწმინდის რაიონი)
- Nadzaladevi rajon (ნაძალადევის რაიონი)
- Saburtalo rajon (საბურთალოს რაიონი)
- Samgori rajon (სამგორის რაიონი)
- Tjughureti rajon (ჩუღურეთის რაიონი)

Under rajon-nivån finns ytterligare indelningar i distrikt.

## Stadsbild
Tbilisi är det största industriella och kulturella centret i Georgien. Staden har många museer, biografer och teatrar, ett zoo och en cirkus, bibliotek, skolor, ett universitet, ett konservatorium och en vetenskapsakademi. Den viktigaste gatan i staden heter Rustaveliavenyn, och längs den ligger bland annat Georgiens parlament.

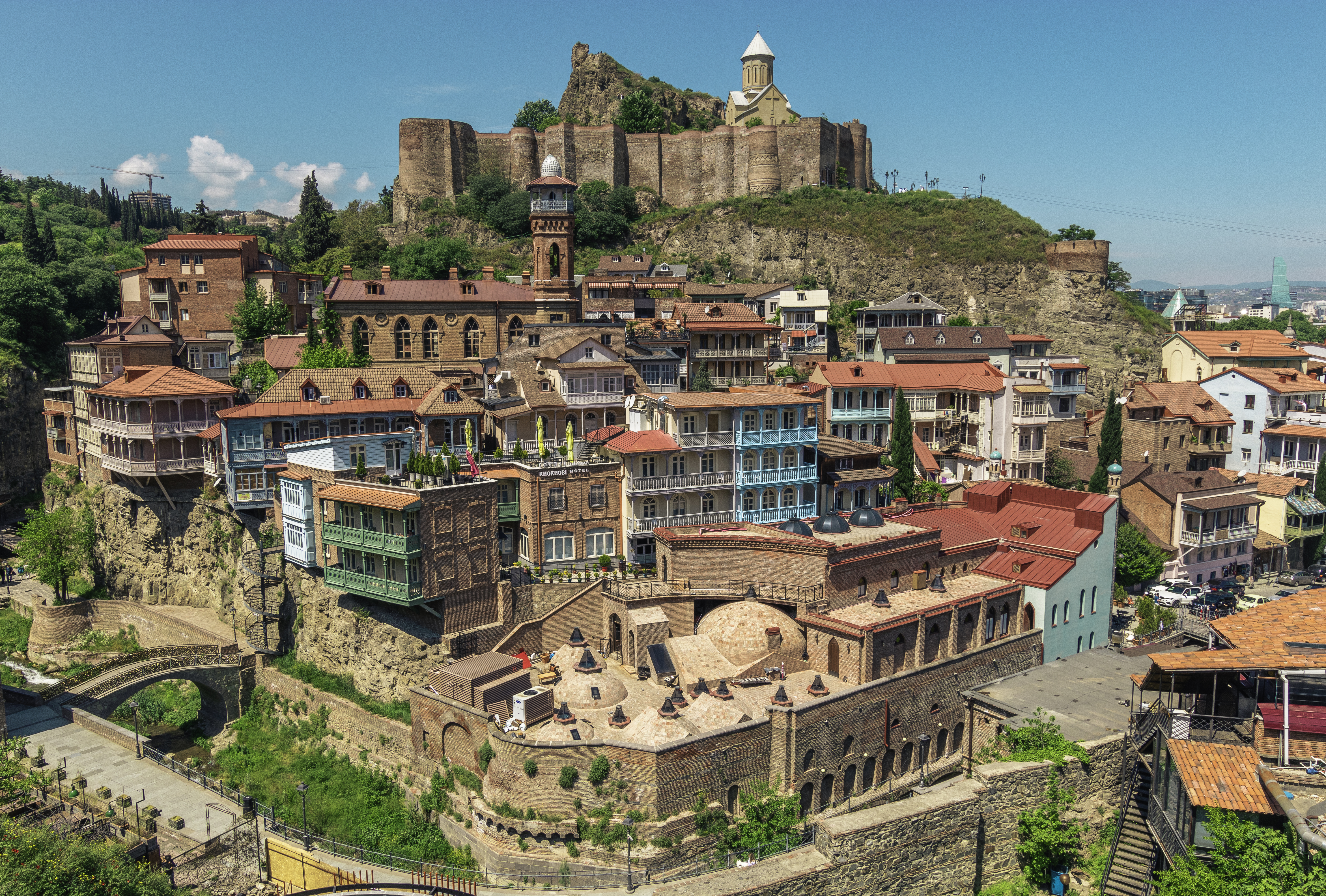
Gamla stan, Tbilisi

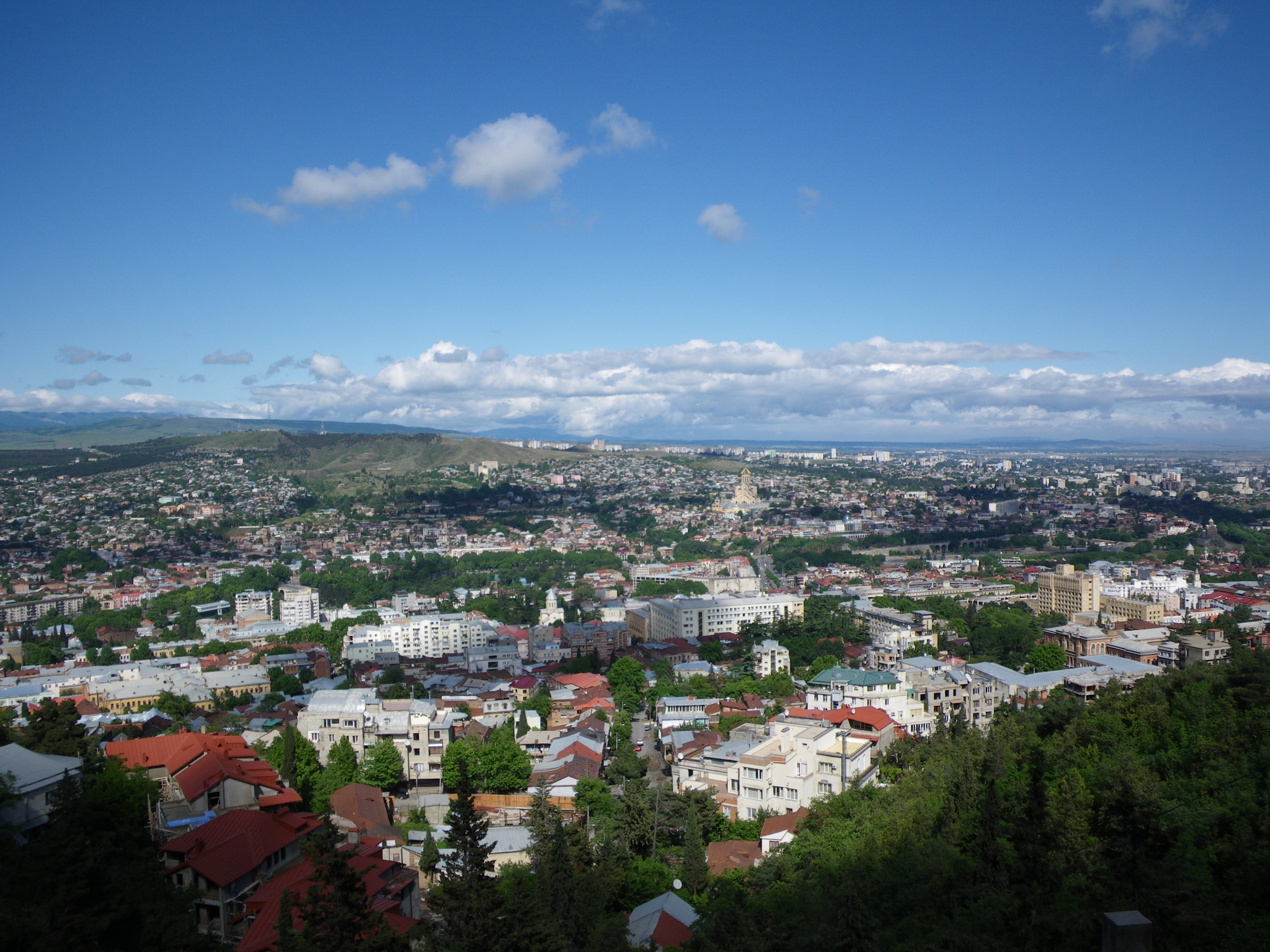
Vy över Tbilisi.

Tbilisi är en påfallande grön stad. Från Mtatsminda-berget har man god utsikt över staden. Där ligger också en vacker park. Under senare år har Tbilisis utseende förbättrats. Stadens gamla delar har också ändrats.
Det har bevarats många exempel av forntida georgisk arkitektur, däribland domkyrkan Sioni, Metechikyrkan och fästningen Nariqala. Nariqala dateras till 300-talet. Domkyrkan dateras tillbaka till 500-talet. En av kyrkans reliker är Heliga Ninas kors. Enligt legenden konverterade Sankta Nino Georgien till kristendom år 337 e.Kr. Metechikyrkan dateras tillbaka till 400-talet. Det finns monument av stadens grundare nära kyrkan. Vid Nariqalafästningen ligger ett av stadens mest berömda monument, Kartlis Deda (Kartliens moder).
I den gamla delen av staden står Tbilisis äldsta kyrka, Antjischatibasilikan, byggd på 500-talet. Kyrkan är känd för ikonen Antjischati, ett arbete av guldsmeden Beka Opizari på 1100-talet. Ikonen fördes dit från klostret Antji i sydvästra Georgien på 1700-talet.
Halvvägs upp till toppen av Mtatsmindaberget, vid en av dess sluttningar, står kyrkan "Heliga David", byggd år 1855. En nekropol för flera av de mest berömda georgierna ligger här. Man kan komma till kyrkogården till fots och man kan även ta sig upp till toppen med Tbilisis bergbana. Bergbanan gör ett stopp nära kyrkan. Vid Mtatsmindabergets fot ligger huvudstadens centrala område med Rustaveliavenyn, regeringshuset, Kasjvetikyrkan av Sankt Georg, konstgalleriet, den akademiska teatern Rustaveli, operahuset och andra sevärdheter.

## Befolkning och kultur

### Demografi

#### Etniska grupper
1 313 878 människor bor i staden, och de är indelade i över hundra olika etniska grupper. Ungefär 80 % av dem är etniska georgier. Utöver det finns det flera större etniska grupper som innefattar: ryssar, armenier, azerer, osseter, abchazer, ukrainare, estländare, judar, tyskar, kurder och assyrier.

### Religion
85 % av Tbilisis invånare är ortodoxt kristna, utöver den ortodoxa kristendomen bildar katoliker, baptister och lutheraner den kristna majoriteten. 8 % av stadens invånare är muslimer (i huvudsak sunnimuslimer). Dessutom är judendom vanligt i staden. I staden finns också olika religiösa byggnader som katolska kyrkor, moskéer och synagogor.

### Musik
En av stadens nya traditioner är "Tbilisoba", en fest som firas den första helgen i oktober. Bönder från hela Georgien visar där sina prestationer i jordbrukskultur. Gäster från landets olika delar och från andra länder kommer till Tbilisi för att ta del i festen. Då uppförs föreställningar och konserter i olika delar av huvudstaden.
Sången "Tbiliso" är en hymn till staden.

### Uttal
Svensktalande uttalar ofta stadens namn /tɪˈbli:sɪ/, vilket är fel. Det georgiska uttalet är /ˈtbɪlɪsɪ/ eller /ˈtpɪlɪsɪ/.

### Sport
Tbilisi har en ganska rik sportslig historia. Likt många andra städer i den Främre Orienten är historien rikt influerad av Asien. Tbilisi har, historiskt, haft en specifik del av staden som var utsedd för olika sportevenemang. Dagens distrikt, Saburtalo och Didube, var de områden där det var vanligast förekommande med sportevenemang. 1978 hade staden 250 stora och små sportfaciliteter, som bland annat inkluderade fyra inomhus- och sex utomhusbassänger i olympisk storlek, 185 basketplaner- och hallar, 82 handbollsplaner, 19 tennisbanor, 31 fotbollsplaner och fem fotbollsarenor. I staden ligger även två velodromer belägna, den största, Tbilisis velodrom, har stått övergiven sedan början av 1990-talet. Idag är stadens största stadion Boris Paitjadze-stadion, som tar in drygt 55 000 personer (endast sittplatser). Näst störst är Micheil Meschi-stadion, som är ungefär hälften så stor (24 680 sittplatser). Handbollsevenemang arrangeras oftast i Tbilisis sportpalats, som tar omkring 11 000 åskådare.
Stadens största fotbollsklubb heter FK Dinamo Tbilisi, men klubben har inte vunnit någon större titel sedan 1981, då man, något sensationellt, vann Cupvinnarcupen i fotboll. Man blev då den geografiskt mest östliga klubben att vinna titeln. Klubbens basketavdelning vann Euroleague i basket 1962, men har inte lyckats upprepa triumfen.

## Kommunikationer

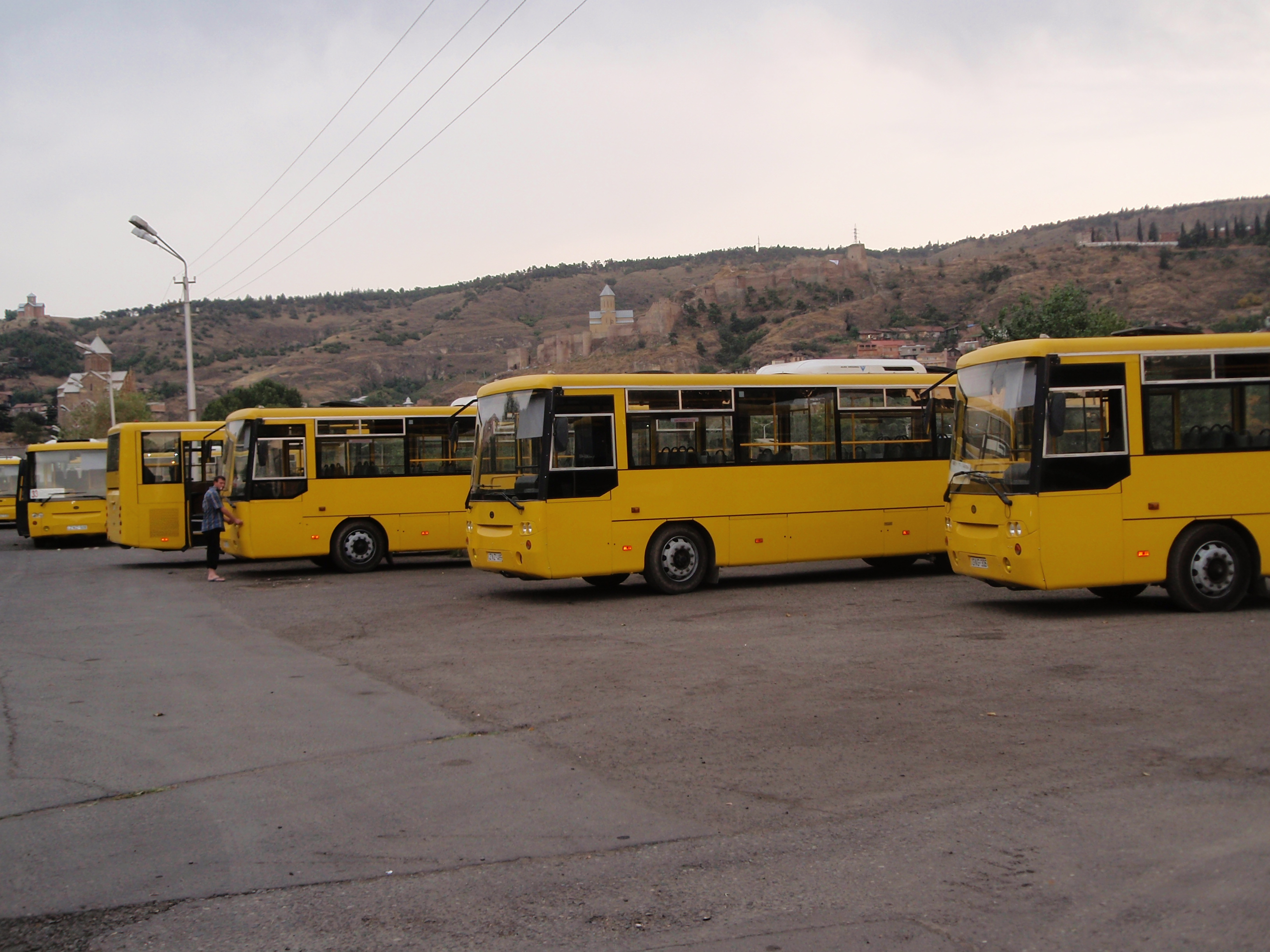
Bussdepån i Tbilisi.

### Busstrafik
Tbilisis bussystem är idag väl fungerande. På senare tid har bussarna också blivit mer anpassade för personer med olika förhinder. För blinda har man också installerat röstinformation för busshållplatser och avgångar.
Sedan den 1 februari 2009 betalas buss och tunnelbana vid kontrollerade kassor. Numer går det inte att betala direkt till chaufförerna.

#### Priser
- Första resan - 50 tetri
- Andra resan - 30 tetri
- Tredje resan - 20 tetri

### Tbilisis tunnelbana
Huvudartikel: Tbilisis tunnelbana
En viktig transportkälla i Tbilisi är stadens tunnelbana. Tunnelbanan öppnade 1966, som den fjärde inom Sovjetunionen. Tunnelbanan innefattar idag två linjer, Achmeteli-Varketililinjen och Saburtalolinjen. Sammanlagt bildar dessa linjer en 26,4 km lång bana. Efter att tunnelbanan haft många tuffa år med slitna tåg, och dåligt med elektricitet, har den på senare år renoverats. 2006 inledde president Micheil Saakasjvili en omfattande renovation av stadens tunnelbana. Under denna renovation har bland annat nya tåg köpts in, och stationerna fräschats upp. Idag har tunnelbanan 300 000 dagliga resenärer.

### Taxi
Taxi är det snabbaste kommunikationsmedlet i Tbilisi, och det är den enda som är öppen 24 timmar om dygnet.

### Tbilisis internationella flygplats
Huvudartikel: Tbilisis internationella flygplats
Tbilisis internationella flygplats ligger 18 kilometer utanför stadskärnan, öster om staden. 2006 renoverades flygplatsen till internationell standard. Flygplatsen har fem internationella och en nationell utgång. På flygplatsen finns den service som internationell standard innebär. Det finns exempelvis en VIP-lounge, säkerhetskontroll, bagagehämtning och flygplatscaféer.
Det finns flera medel för att ta sig till flygplatsen från Tbilisi. Flygplanstaxi går från flygplatsen in till staden och busslinje 37 går mellan flygplatsen och stadskärnan.

## Internationella relationer

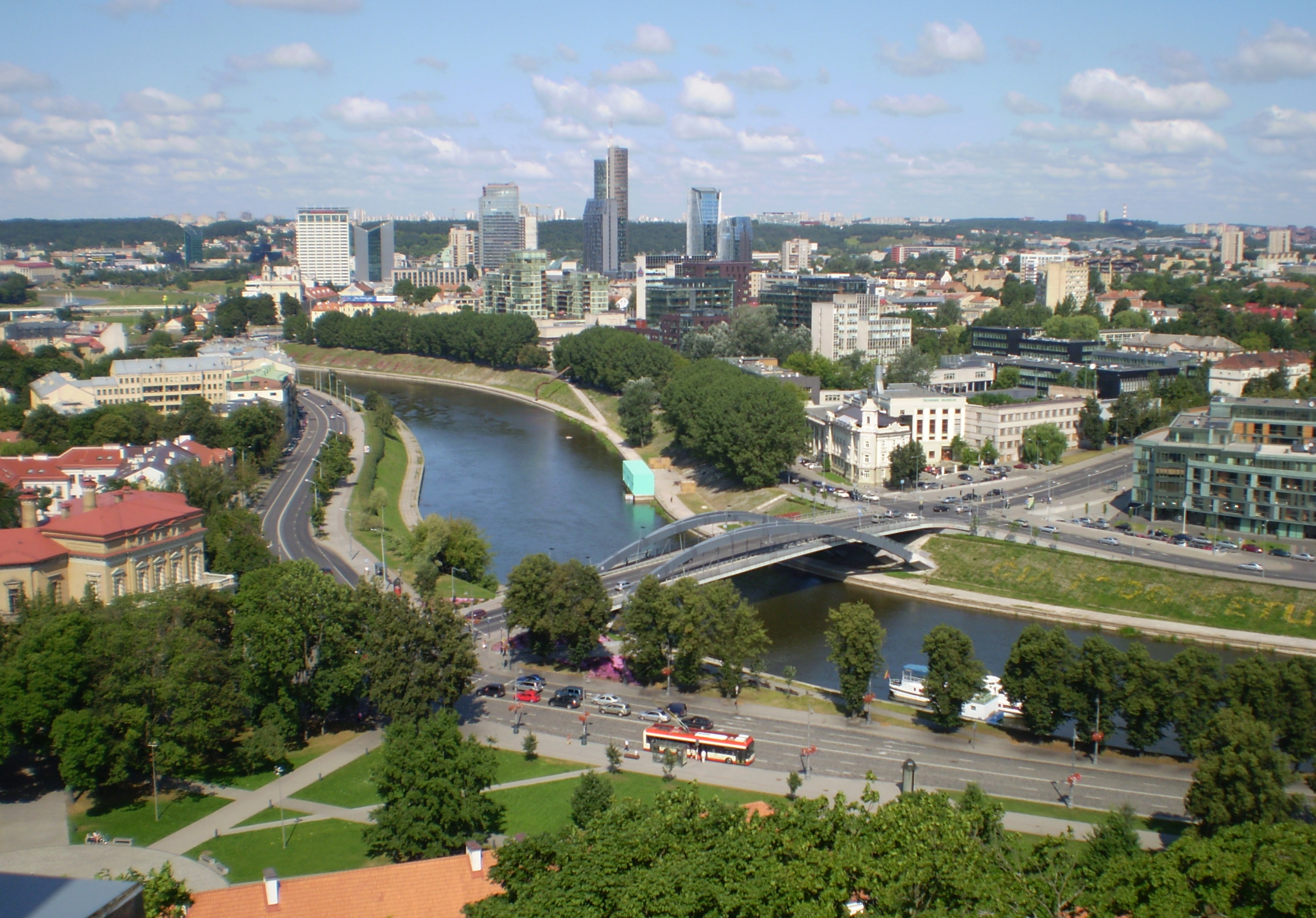
En av Tbilisis vänorter, Litauens huvudstad Vilnius.

### Systerstäder
- Saarbrücken, Tyskland (sedan 1975)
- Nantes, Frankrike (sedan 1979)
- Ljubljana, Slovenien (sedan 1979)
- Innsbruck, Österrike (sedan 1982)
- Jerevan, Armenien (sedan 1996)
- Atlanta, USA (sedan 1987)
- Palermo, Italien (sedan 1987)
- Bristol, Storbritannien (sedan 1988)
- Bilbao, Spanien (sedan 1989)
- Ankara, Turkiet (sedan 1998)
- S:t Petersburg, Ryssland (sedan 1975)
- Kiev, Ukraina (sedan 1999)
- Astana, Kazakstan (sedan 2005)
- Chișinău, Moldavien (sedan 2011)

## Panorama

Panoramavy över Tbilisi i juni 2011.

### Broderstäder
- Vilnius, Litauen

### Partnerskap
- Kraków, Polen
- Kiev, Ukraina